# Pfeilerhaus
La Pfeilerhaus era una casa a graticcio che sorgeva nella Andreasplatz di Hildesheim. Era stata costruita nel 1623, addossandola alla Umgestülpter Zuckerhut, costruita nel 1509. Il caratteristico insieme formava una delle attrazioni della città ed era un soggetto raffigurato sovente nelle cartoline postali anteguerra.
L'esterno era riccamente decorato con rappresentazioni intagliate nel legno: sul lato ovest erano raffigurate le Muse; su quello orientale, addossato alla Zuckerhut, c'era la rappresentazione degli dei dell'antichità classica.
L'edificio venne accuratamente restaurato nell'anno 1900.
Come tutto il resto della piazza, anche la Pfeilerhaus andò completamente distrutta durante il bombardamento anglo-canadese che rase al suolo il centro storico di Hildesheim il 22 marzo 1945.
Negli anni Cinquanta, sul sito, venne eretto un edificio moderno di cemento che richiama, in maniera molto stilizzata, la forma e le dimensioni dell'edificio scomparso.

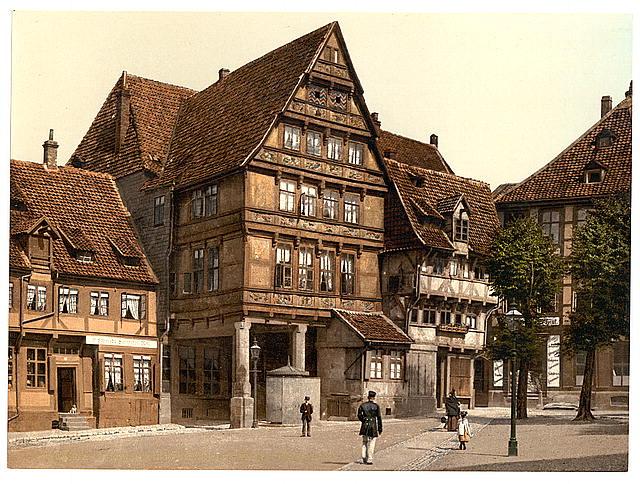
La Pfeilerhaus in un'immagine di fine Ottocento

Negli anni 2009-2010 venne ricostruita la Umgestülpter Zuckerhut e si riaccese anche il dibattito su una eventuale ricostruzione della Pfeilerhaus. Gli edifici degli anni Cinquanta sono oggi protetti, tuttavia ci sono voci crescenti che vorrebbero la demolizione degli edifici moderni per far posto alla casa originale. Hildesheim è già stata interessata a questo tipo di opere di ricostruzione negli anni 1983-1989, quando venne riedificata l'intera Piazza del Mercato, con il famoso Knochenhaueramtshaus, demolendo tutti gli edifici degli anni Cinquanta che lo circondavano.